# جويل روجرز
جويل روجرز (بالإنجليزية: Joel Rogers)‏ هو كاتب أمريكي، ولد في 19 مارس 1952.